# Бетель
Бете́ль (лат. Píper bétle) — вічнозелена багаторічна рослина роду перець, листя якого має лікарські властивості та використовується як спеції.

## Розповсюдження
Батьківщиною бетеля вважається Південно-Східна Азія, скоріш за все, її південна частина. В теперішній час вирощується в більшості країн цього регіону, а також в Індії та Шрі-Ланці.

## Ботанічний опис
Бетель виростає до 1 метра, йому властиві глянцюваті серцеподібні листки та білі сережковидні суцвіття.

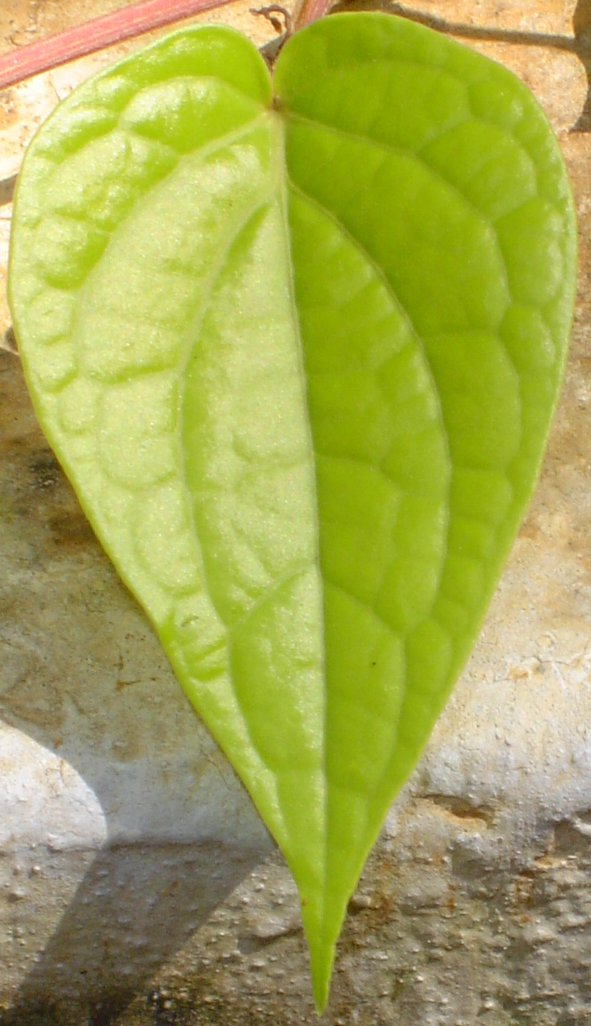
Листок бетеля

## Вживання
В Індії та країнах Південно-східної Азії листки бетеля традиційно використовуються як тонізувальний засіб. Їх жують разом з гашеним вапном і шматочками насіння пальми катеху (лат. Areca cathecu). Гашене вапно використовується для того, щоб зберегти активні речовини у формі вільної основи, дозволяючи їм проникнути в кровоносну систему сублінгвально. Насіння пальми катеху містить алкалоїд ареколін, який стимулює слиновиділення (слина забарвлюється в червоний колір) і сам є збуджувальним засобом. В такому вигляді бетелева жованка використовується вже багато століть, можливо — тисячоліть. В теперішній час в різних країнах до неї інколи підмішуються деякі додаткові компоненти, інколи — тютюн. В Індії жувальна суміш на основі бетеля відома під назвою «пан», або «пан масала» (цю назву зрозуміє практично кожний індієць, навіть якщо в його рідній мові існує інша назва). Індійські вуличні продавці бетеля за бажанням покупця можуть помазати готовий згорток бетелевої жуйки сусальним сріблом, яке, як вважається, дезінфікує продукт.

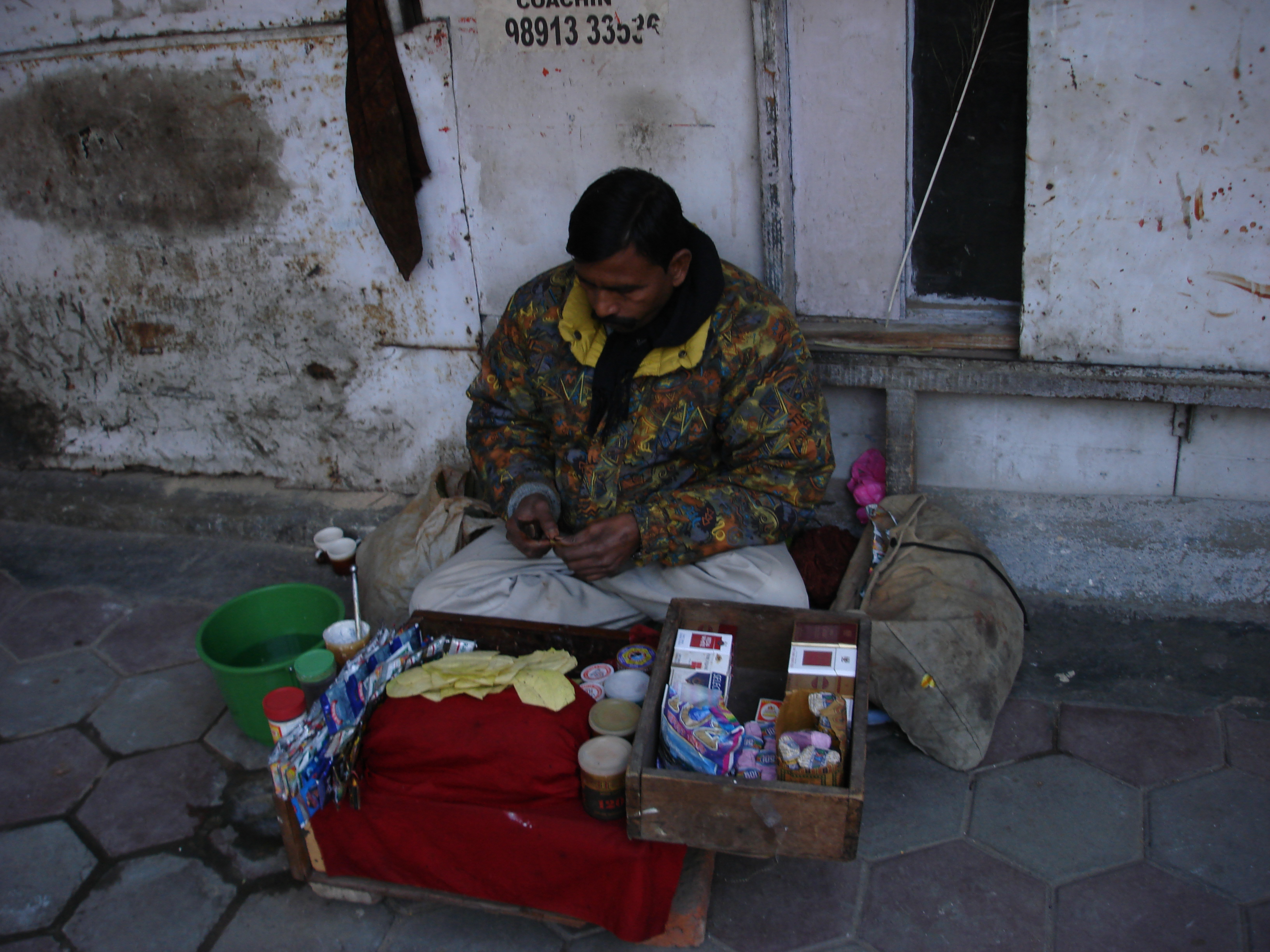
Продавець бетеля в Делі на фоні стіни, запльованої бетелевою жуйкою

Листки бетеля широко використовуються в народній медицині країн Південної та Південно-Східної Азії в різноманітних якостях, в тому числі як збуджувальний, знеболювальний та антисептичний засіб. В аюрведичній медицині бетель відомий як афродизіак. Його відвар і настій також інколи п’ють як антибіотик. Також настій використовують для лікування нетравлення шлунку, місцевого лікування запорів, як протинабряковий засіб і як допоміжний засіб при лактації. В Індії бетель використовується також для виведення глистів.
Розповсюдженню бетеля, попри багато негативних ефектів для здоров’я, сприяє його надзвичайно низька вартість, помножена на тонізувальний ефект. За різними оцінками вживають листки бетеля від 10 до 20 відсотків населення планети . Вільно купити можна практично всюди в Південній та Південно-східній Азії.

## Вплив на організм людини
Тривале жування горіха бетеля може бути небезпечним для життя та здоров’я. Чорніють зуби й може бути запалення ясен. Відомо, що у тих хто жує бетельний горіх слизова оболонка рота набуває характерного темно-червоного кольору і часто зморщується. Інколи настає рубцювання тканин слизової та розвивається хронічне захворювання, а саме підслизовий фіброз порожнини рота (Oral Helth). Жування горіха бетеля також збільшує ризик розвитку однієї з форм раку ротової порожнини − плоскоклітинної карциноми, яка також може виникнути на задній стінці горла. Це підтверджує великий відсоток дорослих жителів Південно-Східної Азії, які хворіють на це захворювання. На Тайвані майже 85 % хворих на рак ротової порожнини вживають горіх бетеля.

## Склад
Активні складові бетелевої олії, яку одержують з листків, переважно належать до класу аллілбензолів. Хоча основне значення має хавібетол (бетель-фенол), бетель також вміщує хавікол, естрагол, евгенол (аллілгваякол), метилевгенол, та гідроксикатехин.
Також в склад бетелевої олії входять декілька терпенів і терпеноїдів: два монотерпени (пара-цимен і терпінен), два монотерпеноїди (евкаліптол і карвакрол) і два сесквітерпена (кадінен і каріофіллен).